# Finlândia nos Jogos Olímpicos de Inverno de 1964
A Finlândia competiu nos Jogos Olímpicos de Inverno de 1964, realizados em Innsbruck, Áustria.